# Willem IV van Provence
Willem IV van Provence (-1030) was de oudste zoon van Willem II van Provence en van Gerberga. Samen met zijn broers Fulco en Godfried, volgde hij zijn vader in 1018 op als graaf van Provence.

## Voorouders
| Voorouders van Willem IV van Provence (-1030) | Voorouders van Willem IV van Provence (-1030)                      | Voorouders van Willem IV van Provence (-1030)                      | Voorouders van Willem IV van Provence (-1030)                      | Voorouders van Willem IV van Provence (-1030)                      | Voorouders van Willem IV van Provence (-1030)                            | Voorouders van Willem IV van Provence (-1030)                            | Voorouders van Willem IV van Provence (-1030)                            | Voorouders van Willem IV van Provence (-1030)                            |
| --------------------------------------------- | ------------------------------------------------------------------ | ------------------------------------------------------------------ | ------------------------------------------------------------------ | ------------------------------------------------------------------ | ------------------------------------------------------------------------ | ------------------------------------------------------------------------ | ------------------------------------------------------------------------ | ------------------------------------------------------------------------ |
| Overgrootouders                               | Bosso II van Arles (910-966) ∞ Constance van Vienne (~925-~964)    | Bosso II van Arles (910-966) ∞ Constance van Vienne (~925-~964)    | ? (-) ∞ ? (-)                                                      | ? (-) ∞ ? (-)                                                      | Adelbert I van Ivrea (932-971) ∞ 960 Gerberga van Dijon (940-991)        | Adelbert I van Ivrea (932-971) ∞ 960 Gerberga van Dijon (940-991)        | Ragenold van Roucy (905–967) ∞ Alberada (929 - 967)                      | Ragenold van Roucy (905–967) ∞ Alberada (929 - 967)                      |
| Grootouders                                   | Willem I van Provence (956-993) ∞ Arsendis van Comminges (950-983) | Willem I van Provence (956-993) ∞ Arsendis van Comminges (950-983) | Willem I van Provence (956-993) ∞ Arsendis van Comminges (950-983) | Willem I van Provence (956-993) ∞ Arsendis van Comminges (950-983) | Otto Willem van Bourgondië (962-1026) ∞ Ermentrudis van Roucy (959-1004) | Otto Willem van Bourgondië (962-1026) ∞ Ermentrudis van Roucy (959-1004) | Otto Willem van Bourgondië (962-1026) ∞ Ermentrudis van Roucy (959-1004) | Otto Willem van Bourgondië (962-1026) ∞ Ermentrudis van Roucy (959-1004) |
| Ouders                                        | Willem II van Provence (-1015) ∞ Gerberga (985-1020/23)            | Willem II van Provence (-1015) ∞ Gerberga (985-1020/23)            | Willem II van Provence (-1015) ∞ Gerberga (985-1020/23)            | Willem II van Provence (-1015) ∞ Gerberga (985-1020/23)            | Willem II van Provence (-1015) ∞ Gerberga (985-1020/23)                  | Willem II van Provence (-1015) ∞ Gerberga (985-1020/23)                  | Willem II van Provence (-1015) ∞ Gerberga (985-1020/23)                  | Willem II van Provence (-1015) ∞ Gerberga (985-1020/23)                  |